# Aleks de Drie
Nicholas Alexander de Drie (Paramaribo, 20 de diciembre de 1902 - 4 de noviembre de 1982) fue un narrador de historias y líder "banya" de Surinam. 
Aleks (también: Aleksi) de Drie trabajaba de pescador y comerciante de mercado. Él era un bonuman (curandero, líder de rituales winti), estudioso y líder del banya (antigua danza africana) y junto con Harry Jong Loy - uno de los más famosos relatores de cuentos folklóricos afrosurinamesas, realizando apariciones en la radio SRS. Trudi Guda tomó su obra - toda ella en sranan - y la transcribió en dos ediciones del Departamento de Estudios Culturales del Ministerio de Educación y Cultura de Surinam: una autobiografía alternativa Wan tori fu mi eygi srefi [Una Historia sobre mí] (1984) y una colección de 40 historias: Sye! Arki tori! [Silencio! escucha esta historia] (1985). Una de las historias de esta recopilación aparece traducida al neerlandés en Verhalen van Surinaamse schrijvers (1989) (Historias de escritores de Surinam) y otra fue publicada en Mama Sranan; 200 jaar Surinaamse verhaalkunst (1999). 